# محمد عسيري (لاعب كرة قدم مواليد 1995)
محمد عسيري لاعب كرة قدم سعودي و يلعب في خط الهجوم.
لعب سابقاً في نادي الفيصلي ونادي نجران ونادي نجد ونادي عرعر ونادي التهامي ونادي الاعتماد.